# Electronic Sound
1969. május 9-én jelent meg George Harrison második szólóalbuma, az Electronic Sound. Ez volt a második és utolsó felvétel, amit a rövidéletű Zapple Records (az Apple Records egyik leányvállalata) adott ki, mielőtt a Beatles akkori menedzsere, Allen Klein utasítására felszámolták. Az albumon két hosszú szerzemény hallható (az eredeti bakeliteken külön oldalon voltak), melyeket Moog-szintetizátoron adnak elő.
A "No Time or Space"-ben hallható fehérzaj egy részlete indítja az "I Remember Jeep" című dalt Harrison 1970-es, All Things Must Pass című albumán.
A borítón levő képet maga Harrison festette. A borító belső felén elég kevés olvasható az albumról, viszont ott van egy idézet egy bizonyos Arthur Waxtól: „Sok ember van körülöttünk, aki zajt csinál; itt egy újabb.”
A kísérletező stílus és az album nem sikerorientált természete miatt a brit listákra nem jutott fel, az amerikai Billboard 200-as listáján pedig csak a 191. helyet érte el. Bernie Krause később beperelte Harrisont, mert szerinte nagyobb része volt az album készítésében, mint azt ahogy feltüntették. (Neve eredetileg Harrisoné alatt volt, de később átfestették.)

## Az album dalai
Mindkét dalt George Harrison írta.
1. "Under the Mersey Wall" – 18:42
  - A felvétel 1969 februárjában, Harrison esheri bungalójában készült Rupert és Jostick, a The Siamese Twins segítségével.
2. "No Time or Space" – 25:07
  - A felvétel 1968 novemberében, Kaliforniában készült Bernie Krause közreműködésével.

## Közreműködők
- George Harrison – Moog-szintetizátor
- Bernie Krause – asszisztens
- The Siamese Twins

### Produkció
- Peter Mew – hangmérnök
- George Harrison – producer